# Glomeruloesclerosis diabética
La glomeruloesclerosis es la causa del síndrome nefrótico en niños y adolescentes, y es una importante causa de falla del riñón en adultos. La enfermedad de mínimos cambios (MCD) es lejos la más común causa de síndrome nefrótico en niños: MCD y FSGS pueden tener similar.

## Glomérulo
La función de los riñones es:
Eliminar los desechos líquidos de la sangre en forma de orina. 
Mantener en la sangre un equilibrio estable de sales y otras sustancias. 
Producir la hormona llamada eritropoyetina, que ayuda en la formación de los glóbulos rojos. 
Los riñones eliminan la urea de la sangre a través de diminutas unidades de filtración llamadas nefronas. 
Cada nefrona consiste en una bola formada por pequeños capilares sanguíneos, llamada glomérulo (plural: glomérulos), y por un pequeño tubo llamado túbulo renal. 

## Glomeruloesclerosis
La glomeruloesclerosis es el término usado para describir el tejido cicatrizado que se presenta dentro del riñón en las bolas pequeñas de los diminutos vasos sanguíneos llamados glomérulos. Los glomérulos ayudan a los riñones a filtrar la orina de la sangre. 

## Causa de la glomeruloesclerosis
La glomeruloesclerosis puede desarrollarse en niños o en adultos y puede ser el resultado de diferentes tipos de enfermedades del riñón, así como de la diabetes. 

## Síntomas
Es posible que en las etapas tempranas de la glomeruloesclerosis no se presenten síntomas. La señal de advertencia más importante de la enfermedad glomerular es la proteinuria - cantidades grandes de proteína en la orina - que se suele descubrir en exámenes médicos de rutina. Sin embargo, la pérdida de cantidades grandes de proteína podría causar hinchazón en los tobillos o acumulación de líquido en el abdomen.

## Diagnóstico
Los tejidos cicatrizados interrumpen el proceso de filtración de los riñones y permiten el paso de proteína de la sangre a la orina. 
Debido a que la glomeruloesclerosis es sólo una de las muchas causas posibles de la proteinuria, la biopsia del riñón puede ser necesaria para determinar si la causa real es la glomeruloesclerosis. Aproximadamente al 15 por ciento de las personas que sufren de proteinuria se les diagnostica la glomeruloesclerosis. 

## Tratamiento
El tratamiento específico de la glomeruloesclerosis será determinado por su médico basándose en lo siguiente: 
Su edad, su estado general de salud y su historia médica. 
Qué tan avanzada está la enfermedad. 
Su tolerancia a determinados medicamentos, procedimientos o terapias. 
Sus expectativas para la trayectoria de la enfermedad. 
Su opinión o preferencia. 
Las cicatrices de los glomérulos no pueden repararse. El mejor tratamiento de la glomeruloesclerosis dependerá de lo que causó el tejido cicatrizado, según se determine a través de una biopsia del riñón. El tratamiento puede incluir lo siguiente: 
Medicamentos inmunosupresores (para bloquear el sistema inmunológico).
Diálisis - tratamiento médico para eliminar los desechos y el exceso de líquidos de la sangre cuando los riñones dejan de funcionar.
Trasplante de riñón - procedimiento mediante el cual se coloca un riñón sano de una persona en el cuerpo del receptor.
Medicamentos para controlar la presión sanguínea.
Modificaciones alimenticias.